# 92 Undina
Undina (asteroide 92) é um asteroide da cintura principal com um diâmetro de 126,42 quilómetros, a 2,86972506 UA. Possui uma excentricidade de 0,10047372 e um período orbital de 2 081,29 dias (5,7 anos).
Undina tem uma velocidade orbital média de 16,67552552 km/s e uma inclinação de 9,92188742º.
Este asteroide foi descoberto em 7 de Julho de 1867 por Christian Peters. Seu nome vem da personagem da mitologia germana Ondina.